# Immeuble Duthoo
L'immeuble Duthoo est un immeuble d'habitation, d'un style fortement imprégné de l'Art nouveau mais qui préfigure l'Art déco, dont les entrées se situent du no 42 au no 50 bis de la rue Jules-Charpentier, dans la commune française de Tours (département d'Indre-et-Loire).
Il est construit entre 1907 et 1910 sur des plans de l'architecte Jean-Frédéric Wielhorski à la demande d'Arthur Duthoo. Ce dernier, fondateur en 1888 et propriétaire du magasin du Grand Bazar (devenu Nouvelles Galeries en 1897) à Tours, souhaite y loger certains de ses employés.

## Localisation

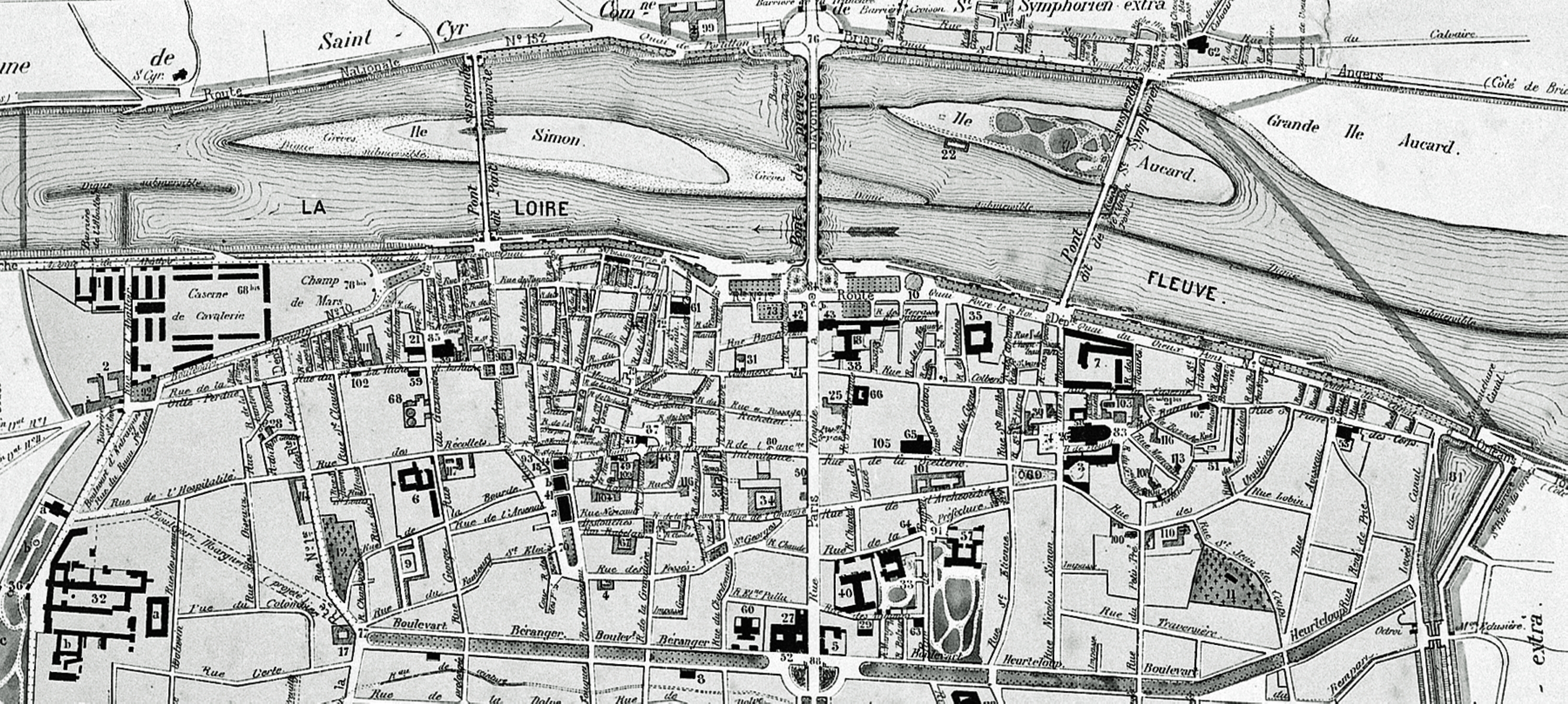
Le Vieux-Tours en 1880.

L'immeuble se situe dans la rue Jules-Charpentier dont le tracé sinueux relie la place Gaston-Paillhou à l'extrémité occidentale du boulevard Béranger (aménagé dans les années 1860 à l'emplacement des anciens mails), à proximité du prieuré Saint-Éloi ; il s'agit là de l'extrémité sud-ouest des quartiers du Vieux-Tours.
Ce quartier, bien qu'inclus dans le périmètre de l'enceinte construite aux XVIIe et XVIIIe siècles, n'est fortement urbanisé qu'à partir du XIXe siècle. Jusqu'en 1892, la rue Jules-Charpentier porte le nom de rue du Faubourg Saint-Éloi puis rue Saint-Éloi et les maisons existantes sont riveraines de la rue, les parcelles en retrait n'étant pas bâties. Les façades de l'immeuble Duthoo se développent sur environ 35 m de long sur le côté méridional de la rue, dont elles épousent à cet endroit le tracé concave.

## Historique

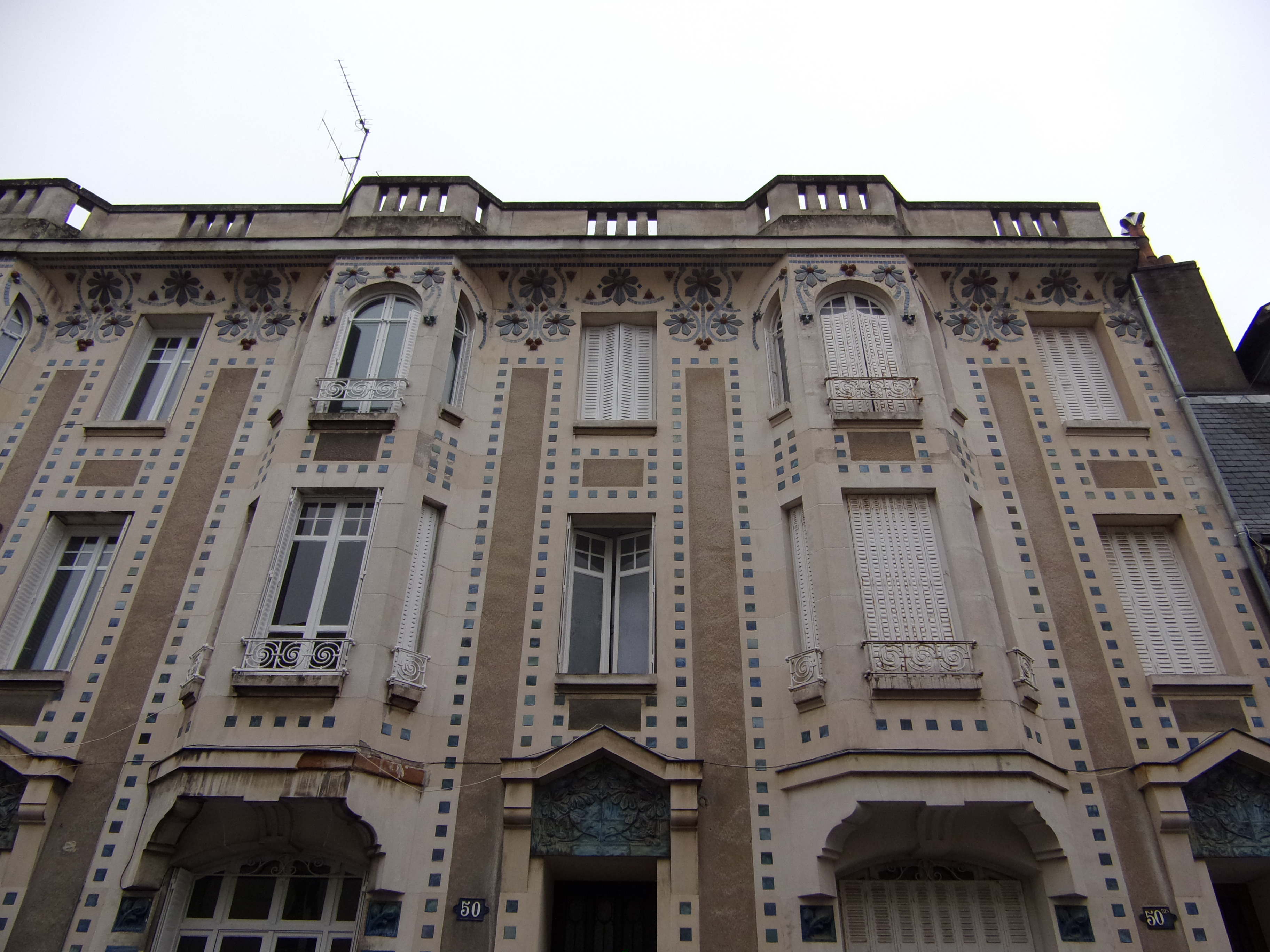
Vue de la façade.

Arthur Duthoo (1858-1912), fils d'un pépiniériste auxerrois, fonde en 1888 le Grand Bazar à Tours, rue Nationale. Le magasin passe sous l'enseigne des Nouvelles Galeries en 1897.
Dès la fondation du Grand Bazar, Arthur Duthoo envisage, à l'image des chefs d'entreprise paternalistes de l'époque, de proposer des logements à une partie de ses employés. En 1905, il achète à cet effet des terrains entre la rue Jules-Charpentier au nord et le boulevard Béranger au sud. Pour concevoir les plans de l'immeuble, il fait appel à un ancien élève de Victor Laloux, l'architecte nancéien Jean-Frédéric Wielhorski (1874-1942), architecte municipal de Tours de 1906 à 1913. La construction s'échelonne entre 1907 et 1910.
L'immeuble Duthoo ne constitue pas une « cité ouvrière » stricto sensu dans la mesure où il ne s'agit pas d'une véritable « agglomération » de logements ouvriers ; il répond toutefois au principe d'habitations réservées à des employés d'une entreprise, mises à disposition par le patron de celle-ci, et à ce titre mérite l'appellation d'ensemble de « logements sociaux ».

## Description
L'immeuble se compose d'un ensemble de six constructions mitoyennes sur des structures en béton armé, chacune d'entre elles ayant sa propre entrée, et d'un double porche central donnant sur une cour intérieure et des jardinets. Les façades épousent la courbe de la rue, et leur alignement est rompu par des bow-windows occupant toute la hauteur des étages en prenant appui sur un encorbellement au-dessus du rez-de-chaussée. Une balustrade ceinture une toiture à quatre pans.

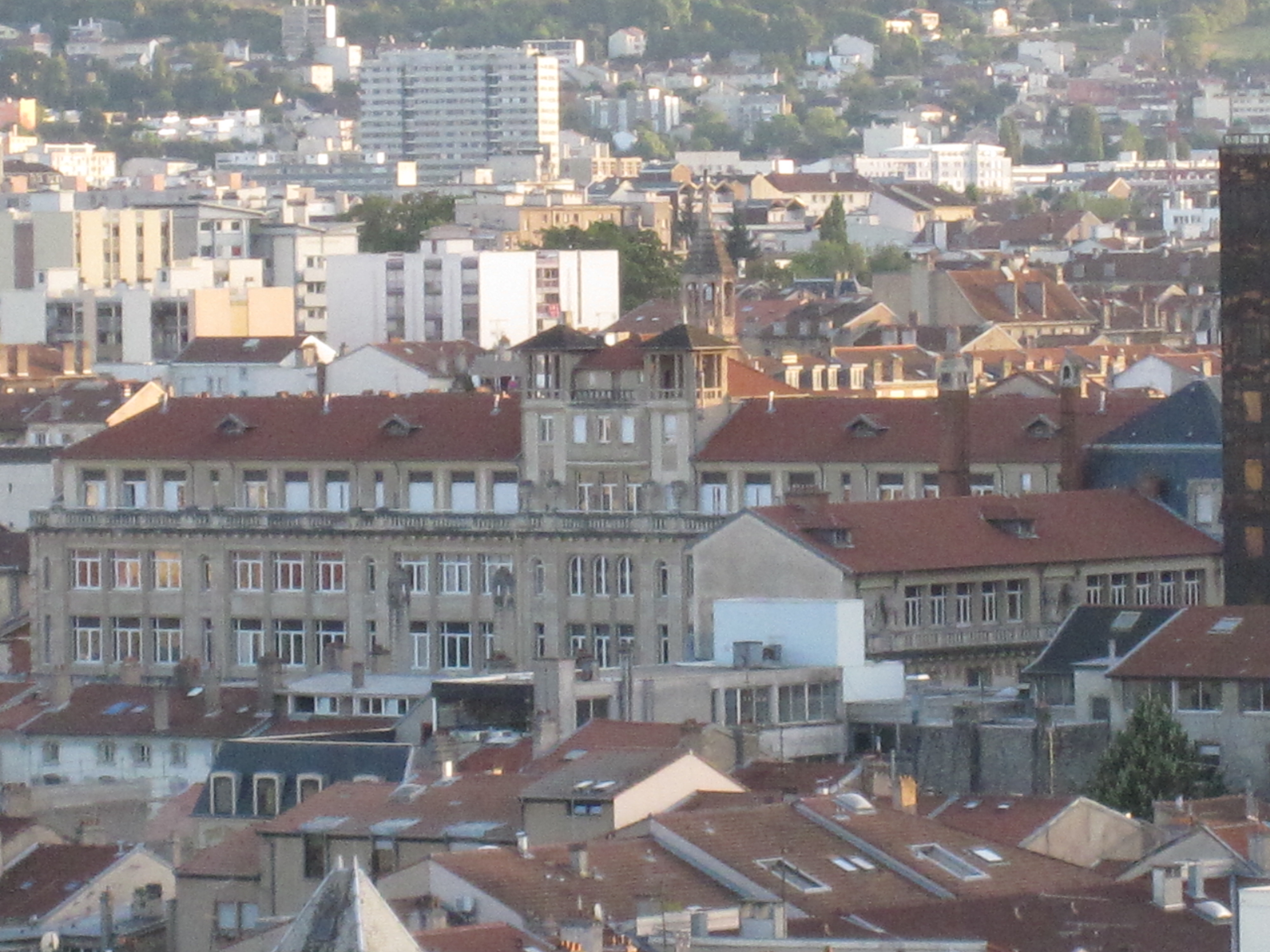
Lycée Paul-Louis Cyfflé de Nancy.

Chaque appartement comprend une cave et une buanderie en sous-sol, un vestibule, une cuisine, un salon et une salle à manger au rez-de-chaussée et deux étages occupés par les chambres et le cabinet de toilette. Les habitations disposent dès leur construction de l'électricité, du gaz et d'un calorifère.
L'entreprise de céramique Gentil et Bourdet de Boulogne-Billancourt — Alphonse Gentil et François-Eugène Bourdet sont, comme Jean-Frédéric Wielhorski, d'anciens élèves de Victor Laloux — fournit des carreaux de grès flammé bruns, verts et bleus. Ces carreaux sont disposés en longues bandes verticales ; ils encadrent également les baies sur un support blanc qui alterne avec le crépi beige et composent un décor de feuilles et de fruits de marronnier d'Inde stylisés sur le fronton des portes d'entrée et sous les corniches des toits.
S'il s'inspire de l'Art nouveau, Wielhorski adopte des formes géométriques épurées et des dessins plus abstraits, prémices de l'Art déco qu'il développera, de retour à Nancy, dans les années 1930 quand il concevra l'architecture et le décor de l'actuel lycée des métiers Paul-Louis Cyfflé.

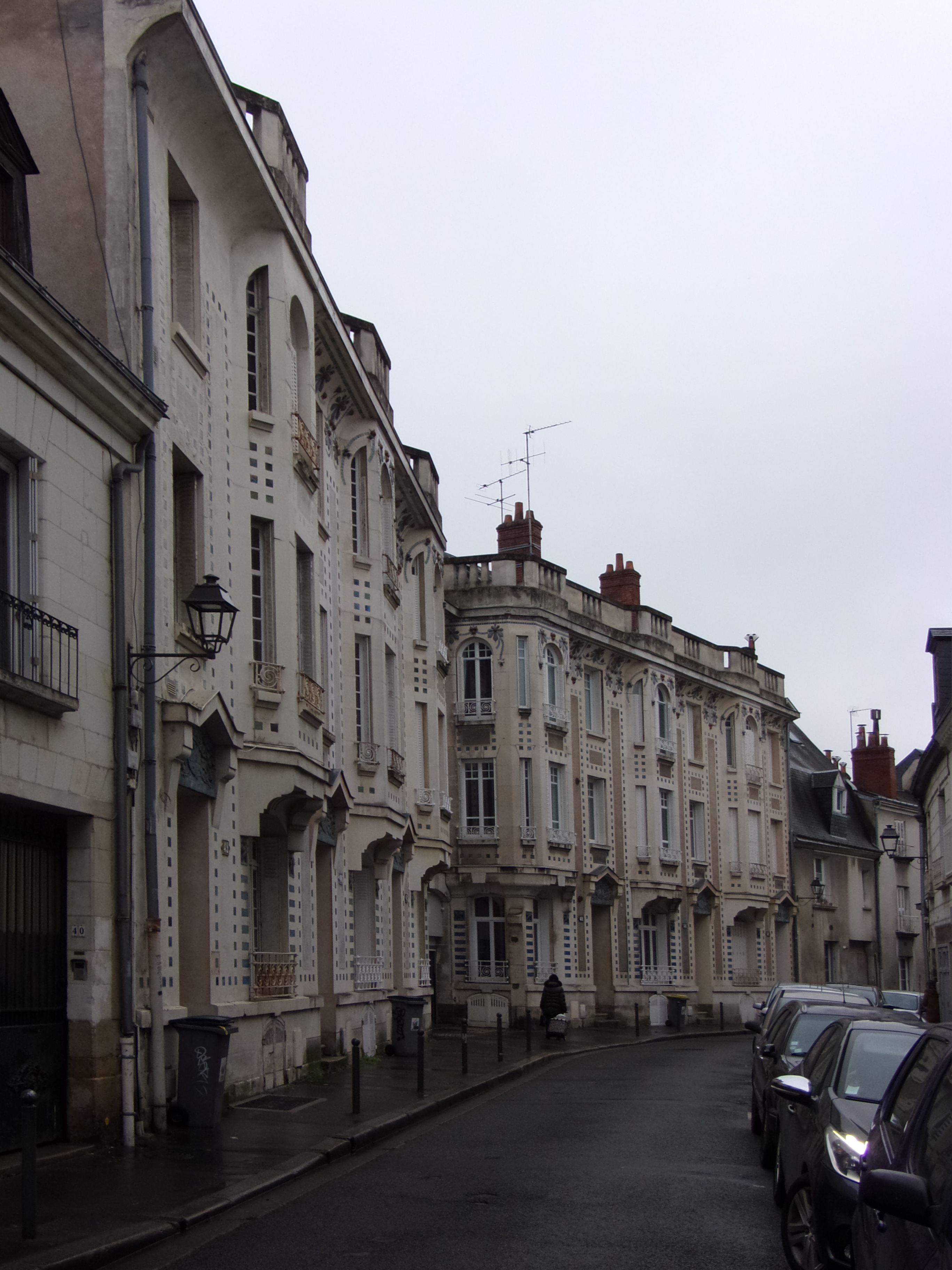
Vue générale.
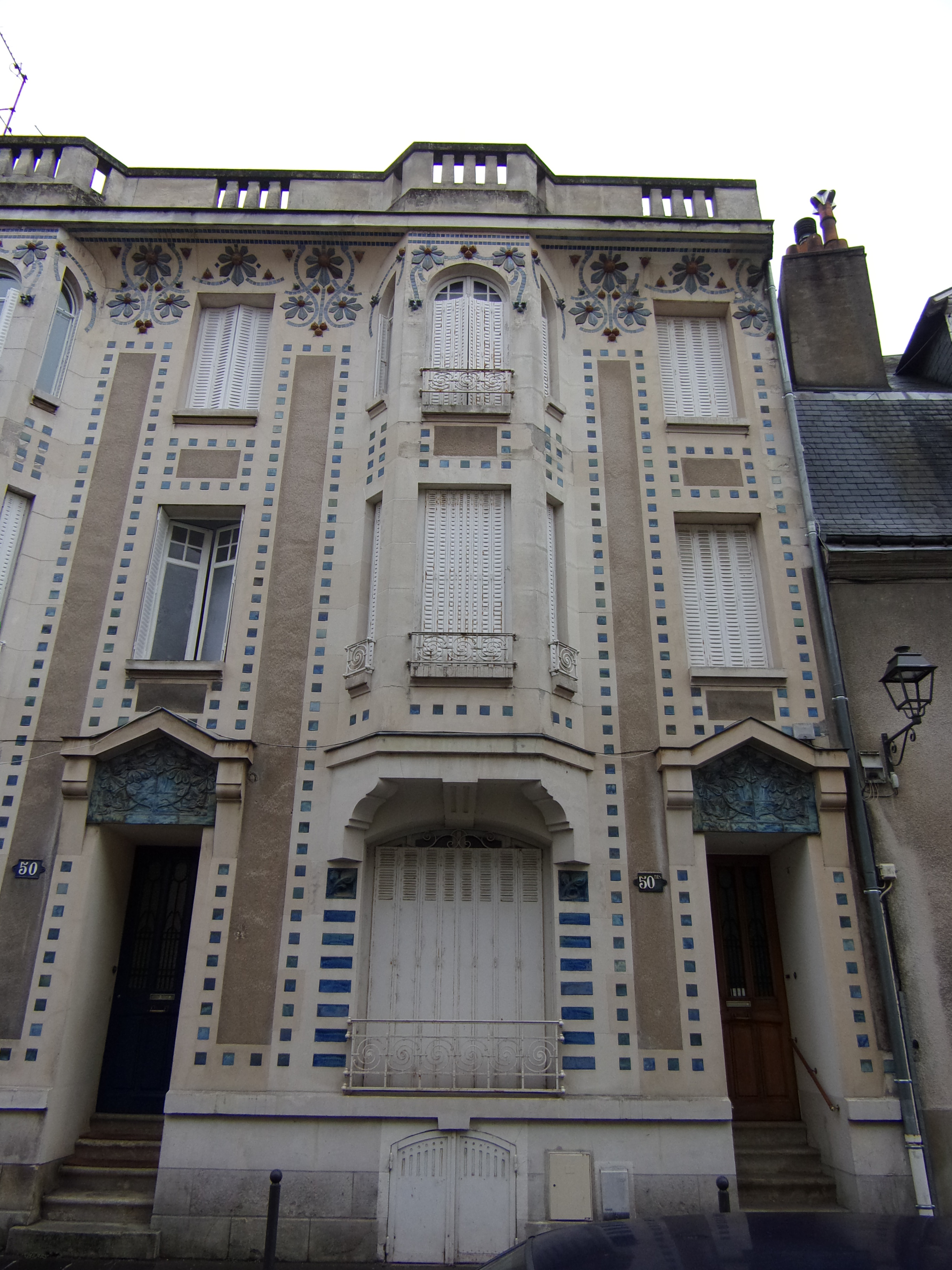
Vue de la façade.
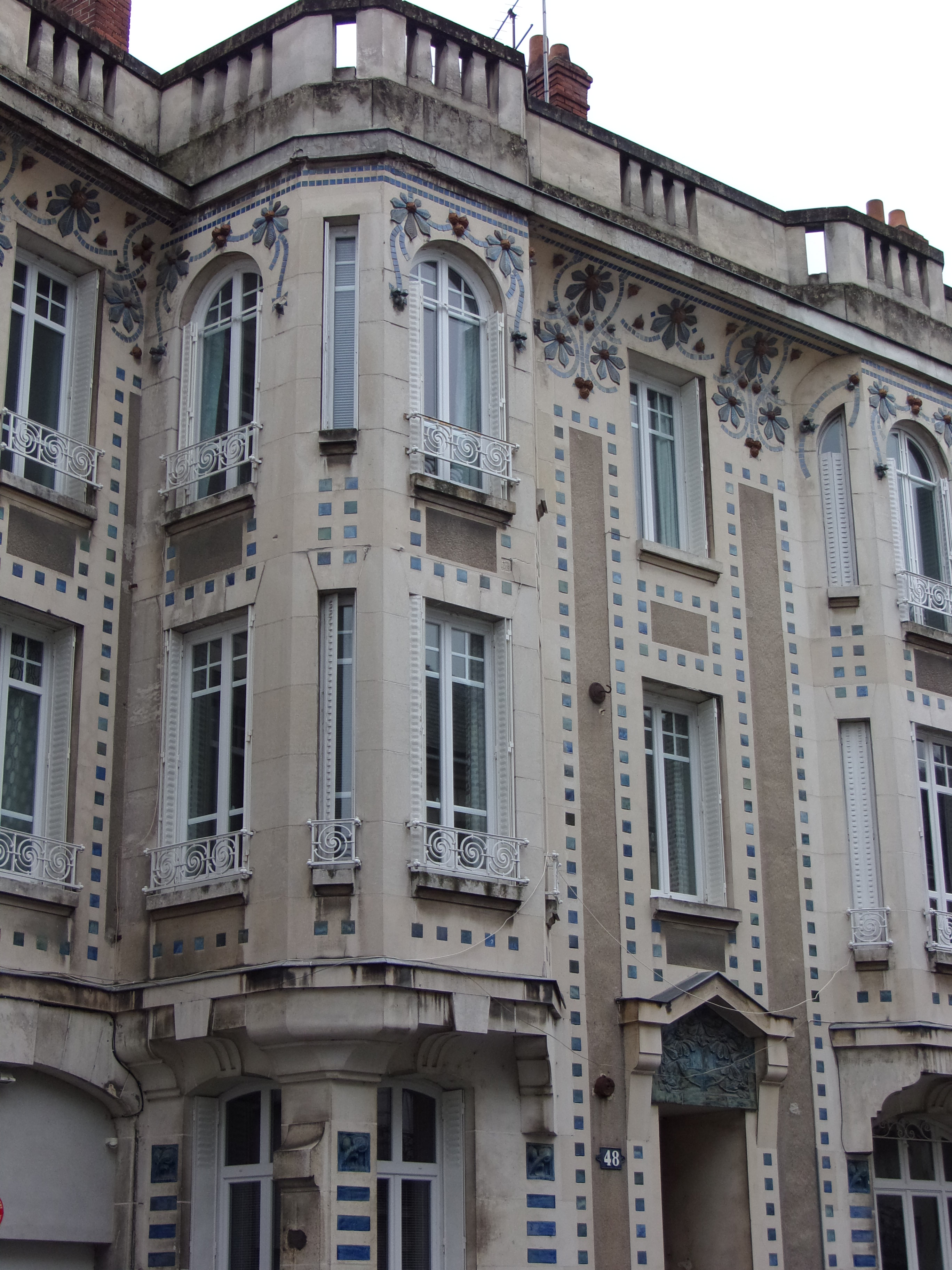
Détail des bow-windows.
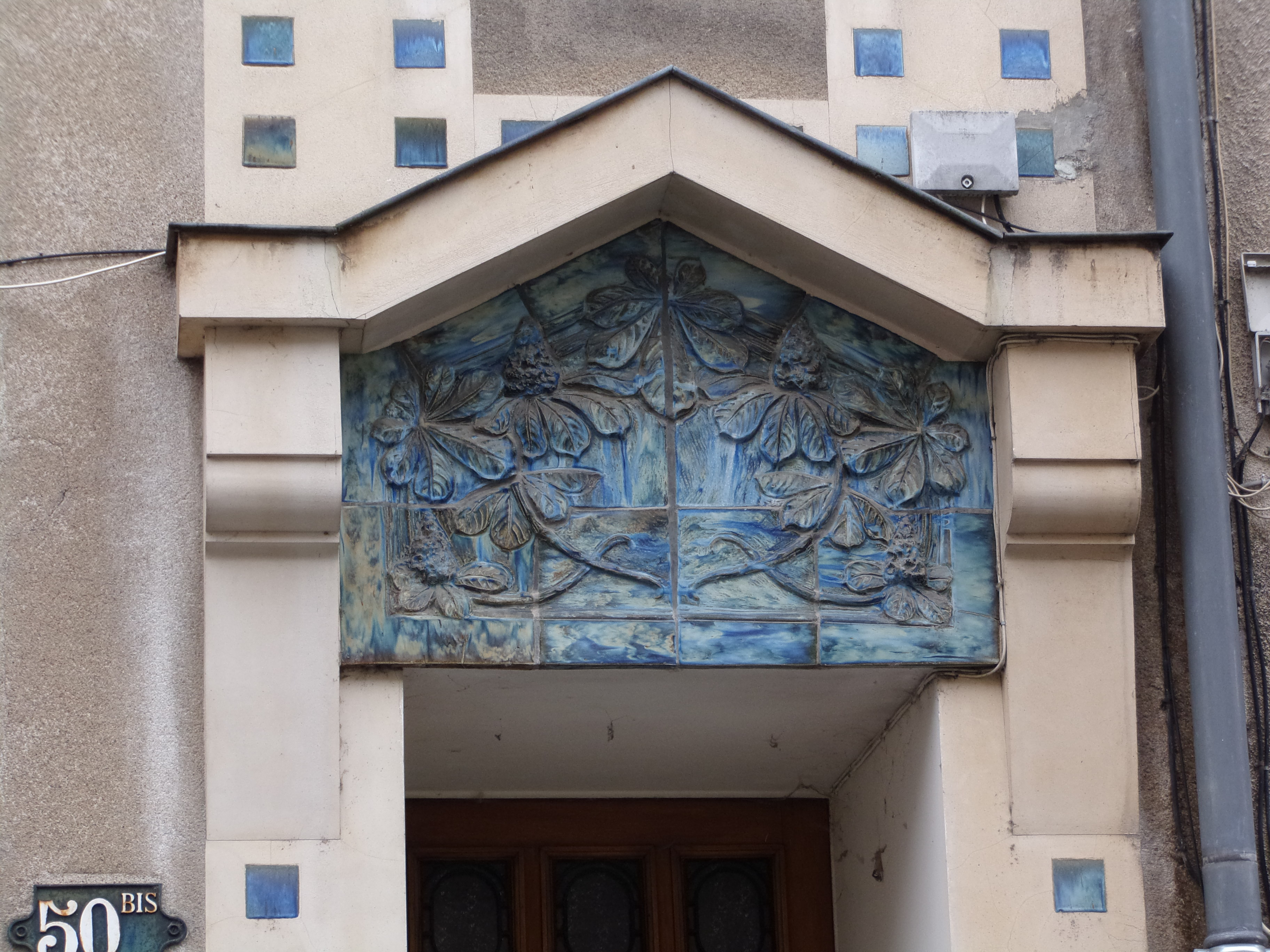
Détail du décor au-dessus des portes.